# هادسن آستین
هادسن آستین (انگلیسی: Hudson Austin؛ زادهٔ ۲۶ آوریل ۱۹۳۸ – درگذشتهٔ ۲۴ سپتامبر ۲۰۲۲) سیاستمدار اهل گرنادا بود. او پس از اعدام موریس بیشاپ رئیس شورای نظامی گرانادا بود.